# Carlos Newton
Carlos Newton, né le 17 août 1976 sur les Îles vierges britanniques, est un pratiquant canadien d'arts martiaux mixtes (MMA) à la retraite. Il a notamment été champion poids welter de l'UFC en 2001 (il a été le premier champion canadien de l'UFC).
Il s'entraîne et enseigne au Warrior Martial Arts Centre à Newmarket en Ontario. Il a combattu dans de nombreuses organisations dont l'UFC et le Pride FC. 
Il a baptisé son style de combat personnel - un mélange de jiu-jitsu brésilien, de judo, de lutte et de boxe - "Dragon Ball Jiu-Jitsu" en hommage à Dragon Ball, une franchise japonaise de manga et d'animé. Son surnom, « The Ronin » reflète à la fois ses méthodes d'entrainement et son intérêt pour la culture martiale du Japon féodal.

## Palmarès en arts martiaux mixtes
| 30 combats     | 16 victoires | 14 défaites |
| Par KO         | 2            | 3           |
| Par soumission | 10           | 4           |
| Sur décision   | 4            | 7           |

| Résultat | Record | Adversaire          | Méthode                                     | Événement                                       | Date             | Round | Temps | Lieu | Notes                                           |
| -------- | ------ | ------------------- | ------------------------------------------- | ----------------------------------------------- | ---------------- | ----- | ----- | ---- | ----------------------------------------------- |
| Défaite  | 16-14  | Brian Ebersole      | Décision unanime                            | Impact FC 1                                     | 10 juillet 2010  | 3     | 5:00  |      |                                                 |
| Victoire | 16-13  | Shonie Carter       | Décision unanime                            | Warrior-1: High Voltage                         | 10 octobre 2009  | 3     | 5:00  |      |                                                 |
| Victoire | 15-13  | Nabil Khatib        | KO (coups de poing)                         | Warrior-1: Inception                            | 28 mars 2009     | 1     | 3:12  |      |                                                 |
| Défaite  | 14-13  | Shungo Oyama        | Soumission (coups de poing)                 | Hero's 2007 in Korea                            | 27 octobre 2007  | 3     | 2:42  |      |                                                 |
| Défaite  | 14-12  | Matt Lindland       | Soumission (guillotine)                     | IFL – Houston                                   | 2 février 2007   | 2     | 1:43  |      |                                                 |
| Défaite  | 14-11  | Renzo Gracie        | Décision partagée                           | IFL Championship Final                          | 29 décembre 2006 | 3     | 4:00  |      |                                                 |
| Victoire | 14-10  | Tokimitsu Ishizawa  | TKO (coups de poing)                        | K-1 Hero's 7                                    | 9 octobre 2006   | 1     | 0:22  |      |                                                 |
| Défaite  | 13-10  | Ryo Chonan          | Décision unanime                            | Pride Bushido 5                                 | 14 octobre 2004  | 2     | 5:00  |      |                                                 |
| Défaite  | 13-9   | Daiju Takase        | Décision partagée                           | Pride Bushido 3                                 | 23 mai 2004      | 2     | 5:00  |      |                                                 |
| Défaite  | 13-8   | Renato Verissimo    | Décision unanime                            | UFC 46: Supernatural                            | 31 janvier 2004  | 3     | 5:00  |      |                                                 |
| Victoire | 13-7   | Renzo Gracie        | Décision partagée                           | Pride Bushido 1                                 | 5 octobre 2003   | 2     | 5:00  |      |                                                 |
| Défaite  | 12-7   | Anderson Silva      | TKO (coup de genou sauté et coups de poing) | Pride 25: Body Blow                             | 16 mars 2003     | 1     | 6:27  |      |                                                 |
| Victoire | 12-6   | Pete Spratt         | Soumission (kimura)                         | UFC 40: Vendetta                                | 22 novembre 2002 | 1     | 1:45  |      |                                                 |
| Défaite  | 11-6   | Matt Hughes         | TKO (coups de poing)                        | UFC 38: Brawl at the Hall                       | 13 juillet 2002  | 4     | 3:27  |      | Pour le titre des poids mi-moyens de l'UFC.     |
| Victoire | 11-5   | Jose Landi-Jons     | Soumission (clé de bras)                    | Pride 19: Bad Blood                             | 24 février 2002  | 1     | 7:16  |      |                                                 |
| Défaite  | 10-5   | Matt Hughes         | KO (slam)                                   | UFC 34: High Voltage                            | 2 novembre 2001  | 2     | 1:27  |      | Perd le titre des poids mi-moyens de l'UFC.     |
| Victoire | 10-4   | Pat Miletich        | Soumission (étranglement bulldog)           | UFC 31: Locked and Loaded                       | 4 mai 2001       | 3     | 2:50  |      | Remporte le titre des poids mi-moyens de l'UFC. |
| Défaite  | 9-4    | Dave Menne          | Décision unanime                            | Shidokan Jitsu: Warriors War 1                  | 8 février 2001   | 1     | 10:00 |      |                                                 |
| Victoire | 9-3    | Johil de Oliveira   | Décision                                    | Pride 12: Cold Fury                             | 9 décembre 2000  | 2     | 5:00  |      |                                                 |
| Victoire | 8-3    | Yuhi Sano           | Soumission (clé de bras)                    | Pride 9: New Blood                              | 4 juin 2000      | 1     | 0:40  |      |                                                 |
| Victoire | 7-3    | Karl Schmidt        | Soumission (clé de bras)                    | WEF 9: World Class                              | 13 mai 2000      | 1     | 1:12  |      |                                                 |
| Victoire | 6-3    | Daijiro Matsui      | Décision                                    | Pride 6                                         | 4 juillet 1999   | 3     | 5:00  |      |                                                 |
| Victoire | 5-3    | Kenji Kawaguchi     | Soumission (clé de bras)                    | Shooto: 10th Anniversary Event                  | 29 mai 1999      | 1     | 5:00  |      |                                                 |
| Défaite  | 4-3    | Kazushi Sakuraba    | Soumission (clé de genou)                   | Pride 3                                         | 24 juin 1998     | 2     | 5:19  |      |                                                 |
| Défaite  | 4-2    | Dan Henderson       | Décision                                    | UFC 17: Redemption                              | 15 mai 1998      | 1     | 15:00 |      |                                                 |
| Victoire | 4-1    | Bob Gilstrap        | Soumission (étranglement en triangle)       | UFC 17: Redemption                              | 15 mai 1998      | 1     | 0:52  |      |                                                 |
| Victoire | 3-1    | Kazuhiro Kusayanagi | Soumission (clé de bras)                    | Shooto: Las Grandes Viajes 2                    | 1er mars 1998    | 1     | 2:17  |      |                                                 |
| Victoire | 2-1    | Haim Gozali         | Soumission (clé de bras)                    | Israel Fighting Championship: Israel vs. Canada | 29 novembre 1997 | 1     | 0:41  |      |                                                 |
| Victoire | 1-1    | Erik Paulson        | Soumission (clé de bras)                    | Vale Tudo Japan 1997                            | 29 novembre 1997 | 1     | 0:41  |      |                                                 |
| Défaite  | 0-1    | Jean Riviere        | Soumission (épuisement)                     | Extreme Fighting 2                              | 26 avril 1996    | 1     | 7:22  |      |                                                 |